# David Geerts
Pour les articles homonymes, voir Geerts.
David Geerts, né le 17 avril 1975 à Bombay (Inde) est un homme politique belge flamand, membre du Sp.a.

## Biographie
Il est licencié en sciences politiques ; maîtrise en management public.
Il est aubergiste.

## Fonctions politiques
- Conseiller communal de Heist-op-den-Berg.
- Député fédéral :
  - du 8 juillet 2004 au 10 juin 2007
  - du 28 juin 2007 au 6 mai 2010 en remplacement de Patrick Janssens.
  - depuis le 6 juillet 2010 en remplacement de Patrick Janssens.